# Alfred Métraux
Alfred Métraux (Lausanne, 5 de noviembre de 1902 – París, 12 de abril de 1963) fue un antropólogo suizo, etnólogo y referente de los derechos humanos.

## Primeros años
Nacido en Lausanne, Suiza, Metraux pasó gran parte de su niñez en Argentina donde su padre era un cirujano reconocido, residente en Mendoza. Su madre era de Tbilisi, Georgia. Recibió su educación secundaria y universitaria en Europa, en el Gimnasio Clásico de Lausanne, el Ecole Nationale des Chartes en París, la Ecole Nationale des Langues Orientales (Diploma, 1925), la Ecole Pratique des Hautes Etudes (Diploma, 1927) y la Sorbonne (Doctor en Letras, 1928). También estudió en Suecia, en la Universidad de Gotenburgo e investigó en el museo antropológico local.
Entre sus profesores se encontraron Marcel Mauss, Paul Rivet, y Erland Nordenskiöld. Mientras era todavía un estudiante, entabló correspondencia con el Padre John Cooper quién le introdujo a la escuela americana de antropología cultural. Se dice que el Padre Cooper no se dio cuenta al principio que su corresponsal tenía solo 19 o 20 años. Ellos se conocieron personalmente mucho más tarde, cuándo Metraux fue a Estados Unidos; Padre Cooper parece haber tenido una influencia considerable sobre Alfred Metraux. Metraux Combinó en su trabajo lo mejor de las tradiciones europeas y americanas de antropología histórica.

## Carrera temprana
La carrera profesional de Métraux fue igualmente cosmopolita. Su interés por la antropología y las lenguas originarias, empezó temprano en su vida cuando su padre médico tomó un trabajo en el extranjero, reubicando a su familia de Laussanne Suiza a Mendoza, Argentina. Durante sus años de investigación en Argentina, su trabajo estuvo centrado en el estudio e interpretación de lenguas nativas, permitiéndole crear un registro extenso de grupos étnicos nativos argentinos, incluyendo: Calchaquí, Guaraní, Chiriguano, Toba, Wichís, y los Uros-Chipaya. Trabajando en esta búsqueda, fue invitado para colaborar en la escritura del Manual de Indios Sudamericanos. También funda y se convierte en el primer director (1928–1934) del Instituto de Etnología en la Universidad de Tucumán, en Argentina. En 1934-35, dirige una expedición francesa a Isla de Pascua, y entre 1936 y 1938, fue Socio del Museo de Historia Natural y Cultural del Estado de Hawái en Honolulu. En 1939, regresa a Argentina y Bolivia para realizar una investigación de campo del marco de una beca Guggenheim Fellowship. En 1940, a su regreso a los Estados Unidos, realiza una residencia en la Universidad Yale con una renovación de su beca Beca Guggenheim Al año siguiente, trabaja con la Encuesta Cruz Cultural (ahora los Archivos de Área de Relaciones Humanos) en datos de América del Sur y estuvo asociado con personalidades como John Dollard, Leonard Bloomfield, y otros del Instituto de Relaciones Humanas.
En 1941, se une al personal de la Agencia de Etnología americana del Instituto Smithsoniano. Allí, de 1941 a 1945, tiene un rol importante en la producción del monumental Manual de Indios Sudamericanos. Quizás ningún otro escritor contribuyó con tantas páginas a este trabajo. Además, Metraux enseñó brevemente en la Universidad de California, Berkeley (1938), la Escuela Nacional de Antropología, México (1943), el Colegio de México (1943), y la Facultad Latino-Americana de Ciencias Sociales, de Santiago de Chile (1959–60).

## UNESCO
En la primavera de 1945, Métraux fue a Europa como miembro de la Encuesta sobre Bombardeo de Estados Unidos, y vio la desolación física y moral de Europa. A pesar de que, para ese entonces, ya se había convertido en ciudadano de los Estados Unidos, esta experiencia parece reafirmar sus lazos con la tradición Europea. También fortalece su creencia en la necesidad de la unidad europea y en la importancia de una base firme para el entendimiento internacional, intercultural, e interétnico. Su mirada sobre los efectos de la Segunda Guerra en Europa fue un punto importante en su decisión para tomar un puesto, en 1946, en la secretaría de las Naciones Unidas. Así, de 1946 hasta 1962, trabajo en pos de sus ideales de entendimiento internacional e intercultural dentro del marco de la organización internacional, con solo algunas excursiones ocasionales en la vida académica y el trabajo de campo antropológico. En 1946 y 1947, es miembro del Departamento de Asuntos Sociales de las Naciones Unidas, en 1947 es asignado a UNESCO, y finalmente, en 1950, se convierte en un miembro permanente del departamento de UNESCO de Ciencias Sociales. Como funcionario internacional, sirve bien al mundo y su profesión. Participa en el proyecto Hylean Amazonas en 1947-1948, dirigió la encuesta antropológica UNESCO Valle Marbial (Haití) de 1948 a 1950 con personal de la Oficina de Trabajo internacional, y estudió las migraciones internas de indígenas aimaras y Quechua en Perú y Bolivia (1954). Editó la serie de panfletos La Cuestión de la Raza y el Pensamiento Moderno y La Cuestión de la Raza y la Ciencia Moderna, publicado por UNESCO desde 1950. También organizó la investigación que llevó a crear una serie de volúmenes sobre relaciones raciales en Brasil, como "Cuando relações raciais entre negros un brancos em São Paulo," editado por Roger Bastide y Florestan Fernandes (São Paulo, 1955), Raza y Clase en el Brasil Rural, editado por Charles Wagley (UNESCO, París, 1952), y otros. En UNESCO, fue responsable de la participación de antropólogos en muchos proyectos importantes alrededor del mundo, y coherentemente enfatizó el punto de vista antropológico en los muchos programas con los que estuvo asociado. La antropología perdió no solo un académico productivo, sino un traductor eficaz de conocimiento y teoría antropológicos a la acción.

## Etnografía
Métraux valoró más la etnografía de campo que la teoría. Dejó que los hechos hablaran por ellos, y muchos de sus hechos modificaron la teoría antropológica. Fue un trabajador de campo sensible con muchos años de experiencia, y sus artículos sobre el Chaco Argentino y su libro sobre Vudú Haitiano indican que reunía datos prudentes y objetivos en el campo.